# Smohiv, Jîdaciv
Smohiv (în ucraineană Смогів) este un sat în comuna Mlînîska din raionul Jîdaciv, regiunea Liov, Ucraina.

## Demografie
Componența lingvistică a localității Smohiv
     Ucraineană (100%)
Conform recensământului din 2001, toată populația localității Smohiv era vorbitoare de ucraineană (100%).